# The Chinnocks
The Chinnocks is een plaats in het bestuurlijke gebied South Somerset, in het Engelse graafschap Somerset met 546 inwoners.